# Марин, Хосе
Хосе Марин Соспедра (исп. José Marín Sospedra; род. 25 января 1950, Эль-Прат-де-Льобрегат) — испанский легкоатлет, специалист по спортивной ходьбе. Выступал за сборную Испании по лёгкой атлетике в 1975—1993 годах, серебряный и бронзовый призёр чемпионатов мира, чемпион Европы, победитель Кубка мира, обладатель серебряной и бронзовой медалей Средиземноморских игр, многократный победитель и призёр первенств национального значения, бывший рекордсмен мира в ходьбе на 50 км, участник четырёх летних Олимпийских игр. Тренер по лёгкой атлетике.

## Биография
Хосе Марин родился 21 января 1950 года в городе Эль-Прат-де-Льобрегат, автономное сообщество Каталония.
Впервые заявил о себе в лёгкой атлетике на международном уровне в сезоне 1975 года, когда вошёл в состав испанской национальной сборной и выступил на Средиземноморских играх в Алжире, где в ходьбе на 20 км стал бронзовым призёром.
В 1978 году на чемпионате Европы в Праге занял пятое место в дисциплине 20 км, тогда как на 50 км не финишировал.
В 1979 году на 20-километровой дистанции выиграл серебряную медаль на Средиземноморских играх в Сплите.
Благодаря череде удачных выступлений удостоился права защищать честь страны на летних Олимпийских играх 1980 года в Москве — в ходьбе на 20 и 50 км финишировал пятым и шестым соответственно.
В 1981 году в дисциплине 20 км был пятым на домашнем Кубке мира по спортивной ходьбе в Валенсии.
На чемпионате Европы 1982 года в Афинах одержал победу в ходьбе на 20 км и стал серебряным призёром в ходьбе на 50 км, уступив только финну Рейме Салонену. По итогам сезона Высшим спортивным советом Испании был признан лучшим спортсменом страны.
13 мая 1983 года на домашних соревнованиях в Валенсии показал результат 3:40:46 на дистанции 50 км, тем самым побил державшийся почти пять лет мировой рекорд мексиканца Рауля Гонсалеса. Также в этом сезоне выступил на впервые проводившемся чемпионате мира по лёгкой атлетике в Хельсинки, где стал четвёртым на дистанции 20 км и завоевал серебряную медаль на дистанции 50 км — здесь его обошёл восточногерманский ходок Рональд Вайгель, который в следующем году станет новым рекордсменом мира.
В 1984 году Марин принимал участие в Олимпийских играх в Лос-Анджелесе, став в 20-километровой дисциплине шестым.
На Кубке мира 1985 года в Сент-Джоне превзошёл всех соперников в ходьбе на 20 км и завоевал золотую награду.
На чемпионате Европы 1986 года в Штутгарте в ходе прохождения дистанции в 20 км был дисквалифицирован.
В 1987 году в той же дисциплине взял бронзу на чемпионате мира в Риме.
На Олимпийских играх 1988 года в Сеуле в дисциплинах 20 и 50 км был четвёртым и пятым соответственно.
В 1989 году в ходьбе на 20 км занял 17-е место на Кубке мира в Оспиталете.
На чемпионате Европы 1990 года в Сплите на дистанции 50 км пришёл к финишу пятым.
В 1991 году в дисциплине 50 км показал 17-й результат на Кубке мира в Сан-Хосе и 12-й результат на чемпионате мира в Токио.
На домашних Олимпийских играх 1992 года в Барселоне представлял испанскую сборную в ходьбе на 50 км — с результатом 3:58:41 финишировал здесь девятым.
В 1993 году на Кубке мира в Монтеррее занял 16-е место в личном зачёте 50 км и тем самым помог своим соотечественникам выиграть серебряные медали командного зачёта.
После завершения спортивной карьеры проявил себя на тренерском поприще, подготовил таких титулованных испанских ходоков как Валенти Массана, Давид Маркес и др.